# Ferdynandów (powiat poddębicki)
Ferdynandów – wieś w Polsce położona w województwie łódzkim, w powiecie poddębickim, w gminie Pęczniew nad rzeką Pichną.
| SIMC    | Nazwa             | Rodzaj    |
| ------- | ----------------- | --------- |
| 0709840 | Ferdynandów Górny | część wsi |
| 0709856 | Józefka           | część wsi |
| 0709862 | Podolszyna        | część wsi |

W latach 1975–1998 miejscowość administracyjnie należała do województwa sieradzkiego.